# Ciro Trujillo Castaño
Ciro Trujillo Castaño, alias Major Ciro, né en 1928 à Calarcá (Quindío), mort le 5 octobre 1968 à Aquitania (Boyacá), est un guérillero colombien, fondateur des Forces armées révolutionnaires de Colombie (FARC-EP). Il est originaire d'une famille de petit terriens possédant des terres et d'opinions libérales.

## Biographie
En 1949, Ciro Trujillo rejoint la guérilla libérale du sud de Tolima, cherchant refuge contre Los Chulavitas, faction armée irrégulière du gouvernement colombien pendant la période connue sous le nom de violence bipartite La Violencia des années 1950. Persécuté pour avoir collaboré avec les forces gaïtanistes lors des campagnes politiques de 1946 et 1947, il organise avec plusieurs paysans montagnards, un groupe de défense des habitants libéraux et abusés par harcèlement
Plusieurs factions de guérilleros opèrent dans la même région, notamment celles contrôlées par Gerardo Loaiza et celle de Manuel Marulanda Vélez. Les guérilleros libéraux et les communistes se regroupent en une formation nommée "Comando El Davis" à Rioblanco (Tolima). Ciro Trujillo entre en contact avec les marxistes dirigés par le bandaléro Alfonso Castañeda, alias Richard379, et rejoint son commandement, combattant dans la région de San Miguel, à la frontière avec Huila
Après la dissolution du commandement El Davis, Ciro Trujillo se retrouve dans l'enclave de Río Chiquito, (nord du Cauca), où les communistes fuient le sud du Tolima pour se réfugier dans le sud de Tolima et le nord de Cauca où ils mèneront un front de combat.
En 1964, après l'opération Marquetalia, qui surprend la « République de Marquetalia », Ciro Trujillo abrite sur son territoire Manuel Marulanda et ses hommes. Après l'assassinat de ses enfants, par l'armée nationale, il rencontre le général Álvaro Valencia Tovar en tant que conseiller entre gouvernement et guérilleros. L'Armée nationale tente de le convaincre de livrer les rebelles sans résultats. En septembre 1965, les forces gouvernementales lancent une offensive sur la région Riochiquito (Cauca), mais Les rebelles fuient et opèrent une guérilla mobile connue sous le nom de Bloc Sud. Quelques mois plus tard, cette guérilla sera rebaptisée Forces armées révolutionnaires de Colombie (FARC-EP).